# Graciosa (Açores)
Graciosa és una illa de l'arxipèlag de les Açores situada a l'extrem nord-oest del grup central de l'arxipèlag 37 km al nord-est de l'illa de São Jorge i 60 km al nord-oest de l'illa Terceira, amb el seu centre a les coordenades geogràfiques 28° 05’ W i 39° 05’ N. La superfície de l'illa Graciosa és d'uns 62 km² i la seva forma és oval. És la menys muntanyenca de les illes Açores i la seva latitud màxima és de 402 m. En tenir tan poca altitud la pluviometria d'aquesta illa és la menor de les Açores.
Té 4.780 habitants (2001) la majoria concentrats en l'únic ajuntament (concelho) Santa Cruz da Graciosa, de notable arquitectura. Abans, quan la població era molt més elevada que l'actual, la manca d'aigua potable era un problema i es van fer cisternes.

## Geomorfologia i geologia

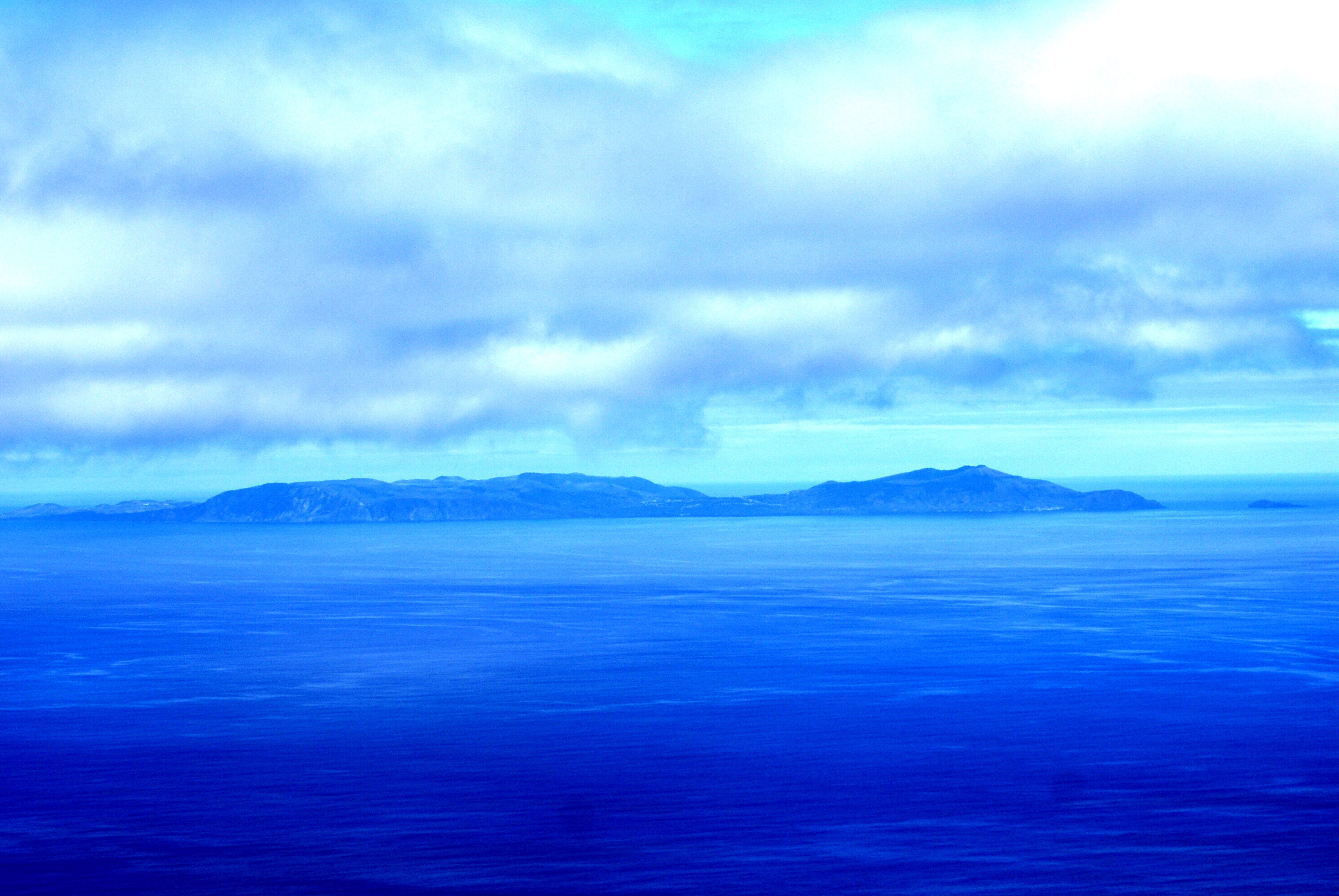
Illa Graciosa vista des de l'illa de São Jorge

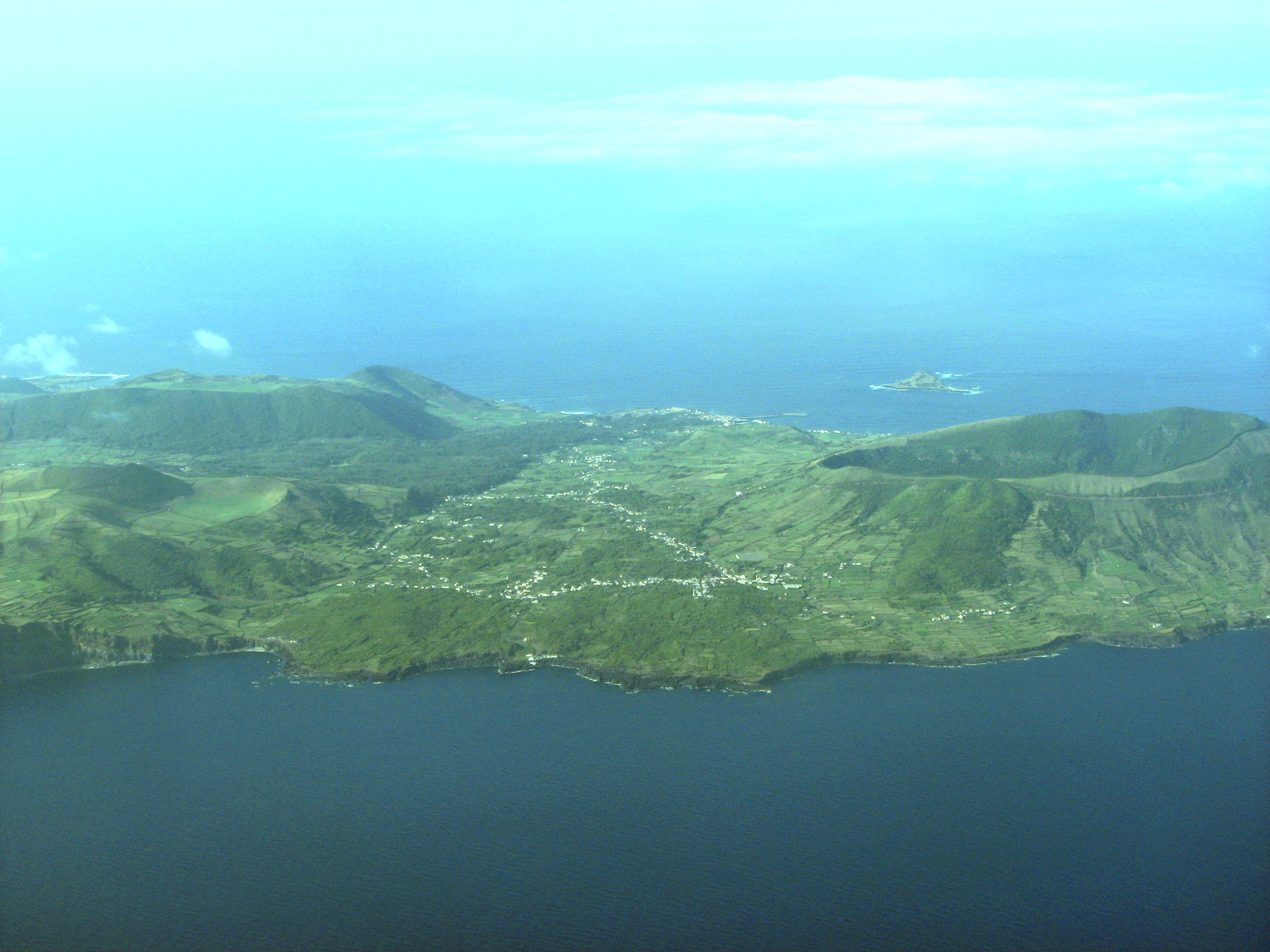
La Graciosa vista del sud, la població que es veu és la freguesia de Luz, a l'extrem dret el macís de la Caldeira da Graciosa

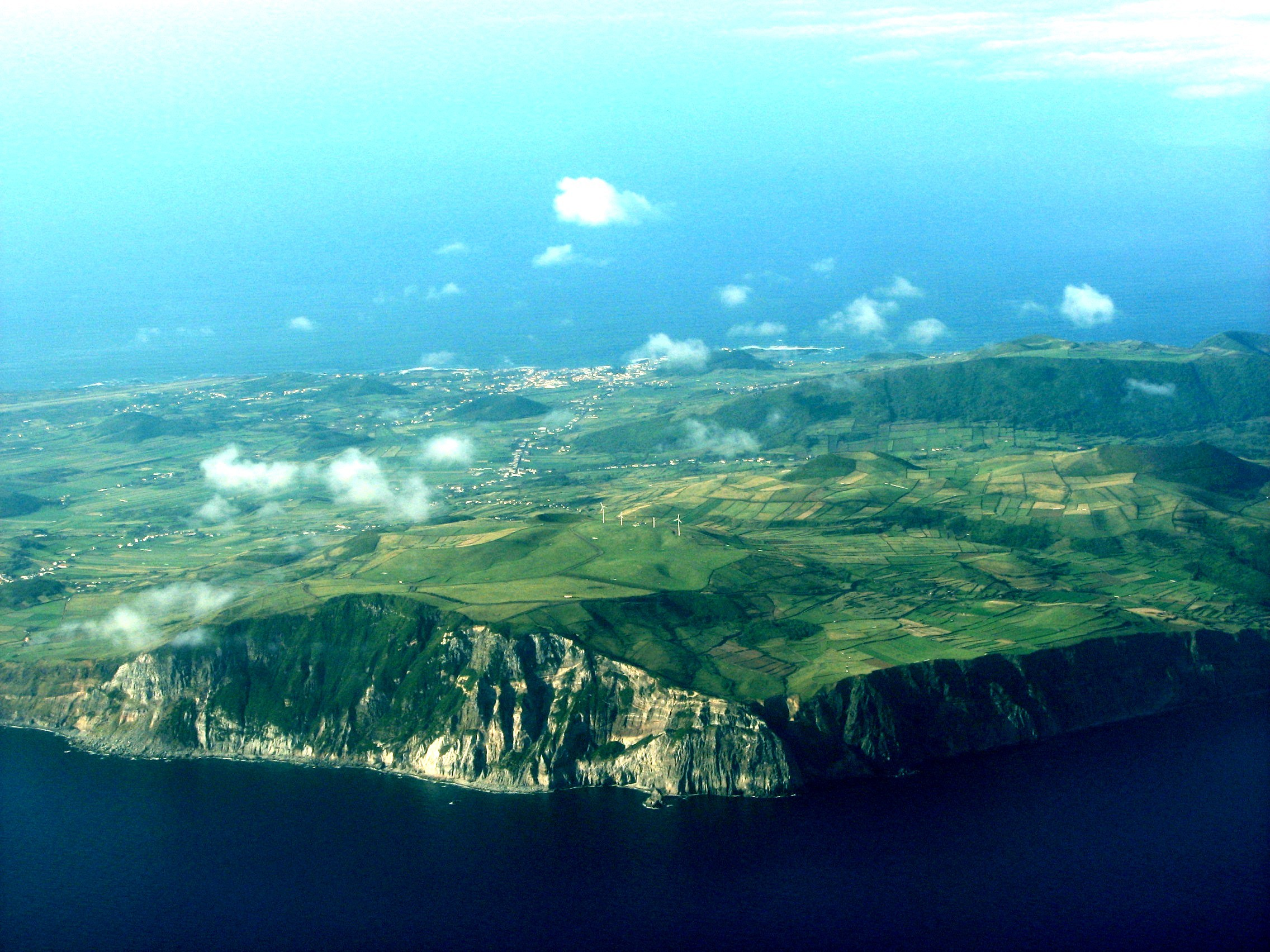
Població de Santa Cruz da Graciosa.

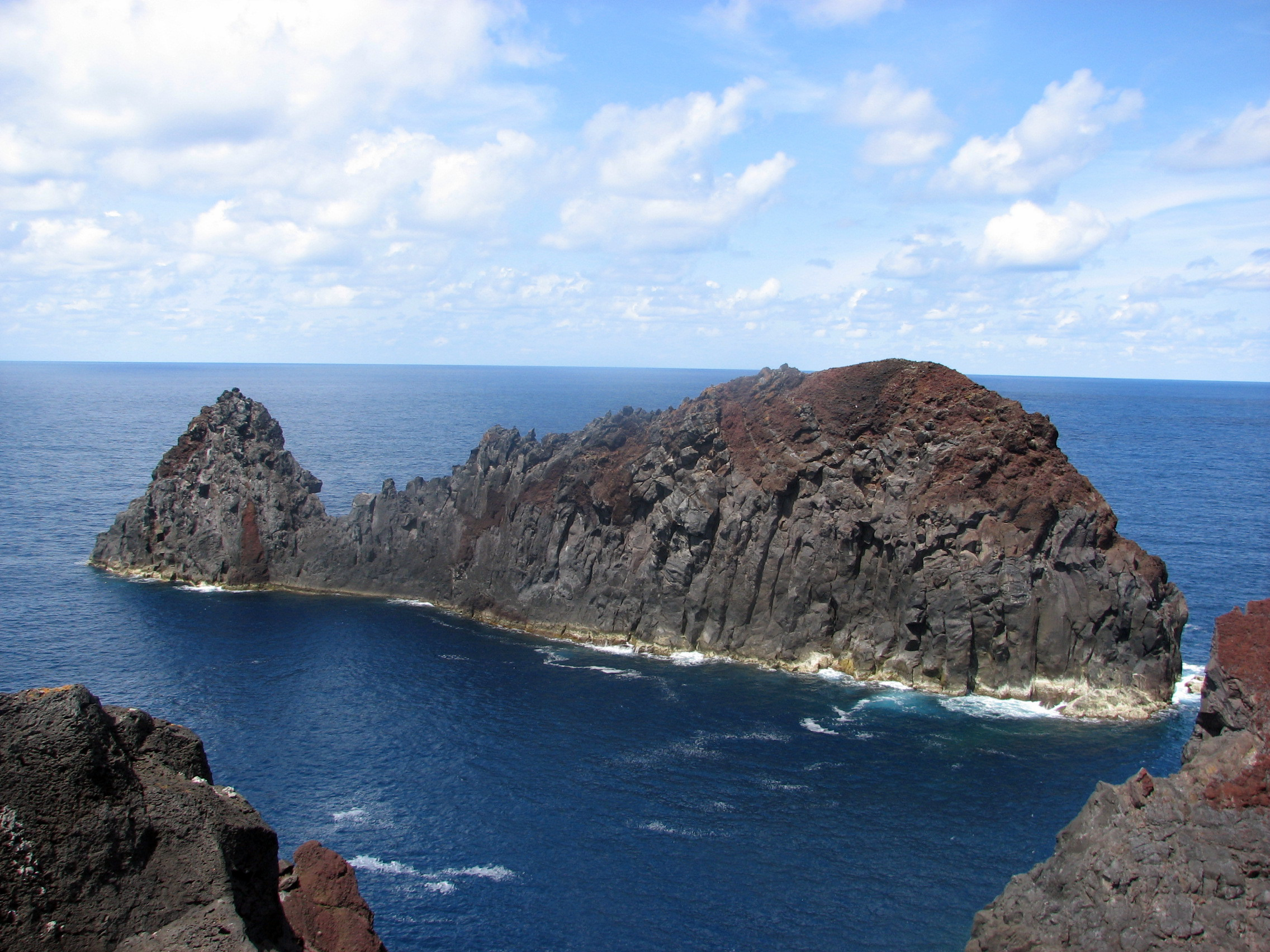
La famosa balena de pedra obaleia de pedra de Ponta da Barca (un dic basàltic).

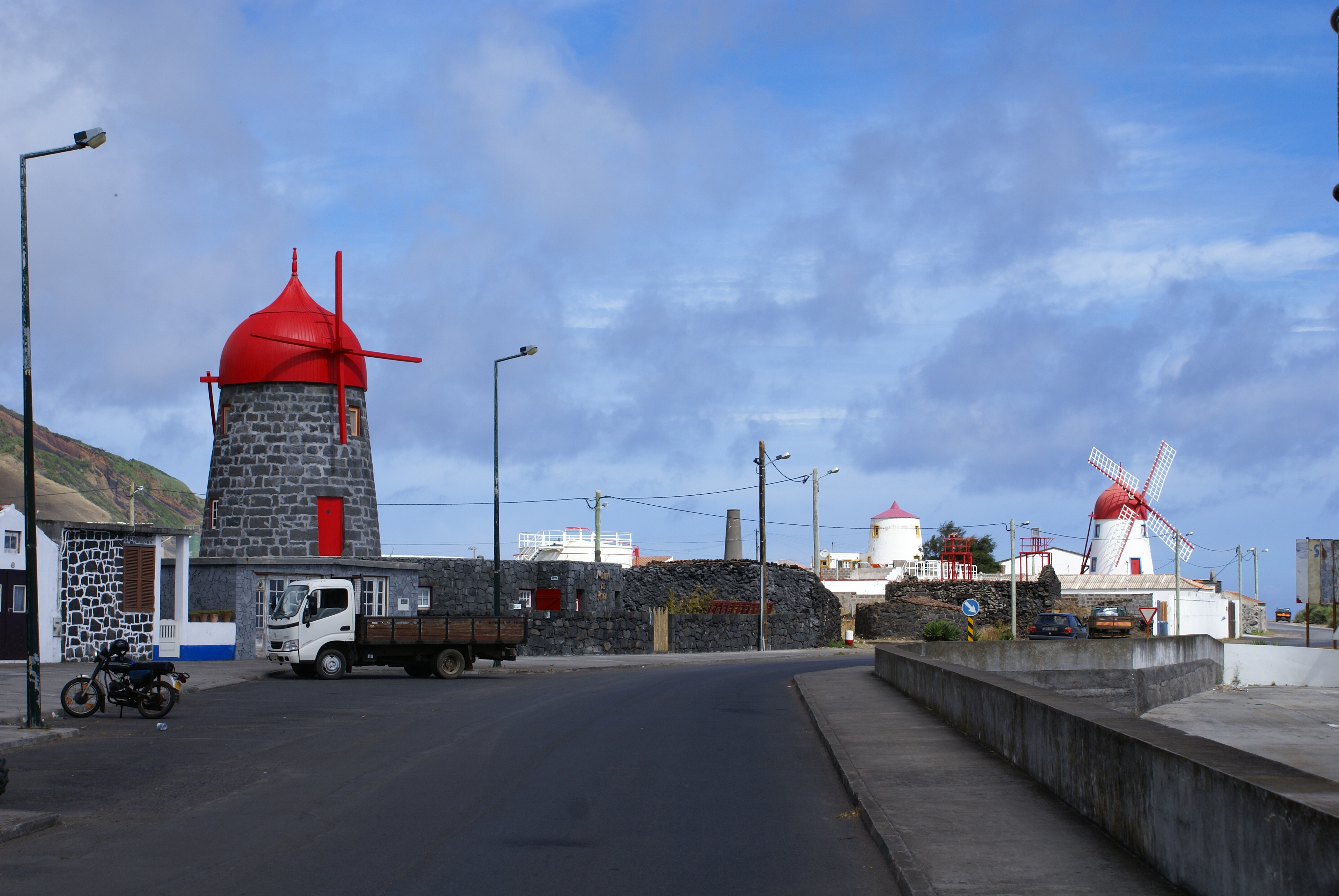
Típics molins de vent

l'illa Graciosa està al nord-oest de l'estructura tectònica que rep el nom de Rift de Terceira. Per això l'illa Graciosa té una configuració allargada.
La línia de la costa està molt accidentada amb petites caletes i és baixa excepte a un tros nord-oest on té 200 m d'altitud.
El territori és en general aplanat amb caràcter volcànic.
El macís de Caldeira ocupa el terç sud-est de l'illa amb una morfologia diferenciada de la resta de l'illa, al seu interior té una caldera de vores ben marcades de 600 m d'amplada i 900 m de llargada. Al centre de la caldera hi ha la Furna do Enxofreu i un petit camp de fumaroles.
A la costa sud-est i sul del macís hi ha fonts termals amb un establiment termal Termas do Carapacho, un dels establiments termals més antics de les Açores.

### Geologia
L'illa Graciosa és un edifici volcànic compost per tres unitats denominades:
(1) Complex volcànic de Serra das Fontes; (2) Complex volcànic de Serra Branca; i (3) Volcà central. L'edifici és predominantment basàltic amb vulcanisme en general de baixa explosivitat.

## Població i demografia
Només hi ha un concelho, el de Santa Cruz da Graciosa, dividit en quatre freguesias:
- Vila de santa Cruz, la seu del concelho i principal població de l'illa;
- Vila da Praia, una vila històrica abans també un concelho extint al segle XIX;
- Guadalupe, la major població rural de l'illa;
- Luz coneguda localment com a Sul, ja que està al sud de l'illa.

L'evolució demogràfica de l'illa Graciosa entre 1844 i 2001 va ser:
| Evolució de la població a l'illa Graciosa | Evolució de la població a l'illa Graciosa | Evolució de la població a l'illa Graciosa | Evolució de la població a l'illa Graciosa | Evolució de la població a l'illa Graciosa | Evolució de la població a l'illa Graciosa | Evolució de la població a l'illa Graciosa | Evolució de la població a l'illa Graciosa | Evolució de la població a l'illa Graciosa | Evolució de la població a l'illa Graciosa | Evolució de la població a l'illa Graciosa | Evolució de la població a l'illa Graciosa | Evolució de la població a l'illa Graciosa | Evolució de la població a l'illa Graciosa | Evolució de la població a l'illa Graciosa | Evolució de la població a l'illa Graciosa |
|                                           | 1844                                      | 1864                                      | 1878                                      | 1890                                      | 1900                                      | 1911                                      | 1920                                      | 1930                                      | 1940                                      | 1950                                      | 1960                                      | 1970                                      | 1981                                      | 1991                                      | 2001                                      |
| ----------------------------------------- | ----------------------------------------- | ----------------------------------------- | ----------------------------------------- | ----------------------------------------- | ----------------------------------------- | ----------------------------------------- | ----------------------------------------- | ----------------------------------------- | ----------------------------------------- | ----------------------------------------- | ----------------------------------------- | ----------------------------------------- | ----------------------------------------- | ----------------------------------------- | ----------------------------------------- |
| Guadalupe (Santa Cruz da Graciosa)        | 3 032                                     | 2 690                                     | 2 616                                     | 2 676                                     | 2 718                                     | 2 485                                     | 2 479                                     | 2 732                                     | 3 087                                     | 3 223                                     | 3 013                                     | 2 562                                     | 1 736                                     | 1 554                                     | 1 306                                     |
| Luz (Santa Cruz da Graciosa)              | 1 797                                     | 1 746                                     | 1 812                                     | 1 803                                     | 1 905                                     | 1 819                                     | 1 830                                     | 2 052                                     | 2 248                                     | 2 277                                     | 2 005                                     | 1 535                                     | 1 000                                     | 887                                       | 735                                       |
| Praia (Santa Cruz da Graciosa)(S. Mateus) | 2 020                                     | 1 849                                     | 1 709                                     | 1 732                                     | 1 588                                     | 1 374                                     | 1 301                                     | 1 448                                     | 1 580                                     | 1 634                                     | 1 547                                     | 1 320                                     | 1 034                                     | 965                                       | 901                                       |
| Santa Cruz (freguesia)                    | 2 808                                     | 2 433                                     | 2 308                                     | 2 229                                     | 2 148                                     | 1 925                                     | 1 867                                     | 2 238                                     | 2 278                                     | 2 383                                     | 2 104                                     | 1 955                                     | 1 607                                     | 1 783                                     | 1 838                                     |
| Graciosa                                  | 9 657                                     | 8 718                                     | 8 445                                     | 8 440                                     | 8 359                                     | 7 603                                     | 7 477                                     | 8 470                                     | 9 191                                     | 9 617                                     | 8 669                                     | 7 420                                     | 5 377                                     | 5 189                                     | 4 780                                     |

- Font: DREPA (Aspectos demográficos - Açores 1978) e Serviço Regional de Estatística dos Açores (SREA).

## Història
La data de descobriment d'aquesta illa és desconeguda però tradicionalment es considera la del 2 de maig de 1450.
Els primers colons s'establiren a Carapacho, una zona de costa baixa i abrigada del sud-oest. Més tard el poblament es desplaçà cap al nord. La capitani de la part nord de l'illa que era la més fèrtil va ser lliurada a Pedro Correia da Cunha, natural de l'illa de Porto Santo i co-cunyat de Cristòfor Colom.
Pel fet de tenir les costes baixes que permeten el desembarcament en molts punts i per tenir poca població l'illa va ser atacada diverses vegades pels corsaris dels seles XVI al XVII que a més de les ràzies s'emportaren captius.
L'economia local es va basar en l'agricultura la ramaderia i la vinya. mantenia estrets contactes amb l'illa de Terceira.
Entre els visitants destaquen el pare António Vieira (1654), l'escriptor François-René de Chateaubriand (1791), l'escriptor portuguès Almeida Garrett (1814), el príncep Albert I de Mònaco (1879) a bord del iot "Hirondelle", quan estudiva la vida marina.
Entre els terratrèmols soferts es destaca el de 13 de juny de 1730 que destruí la població de Luz. El terratrèmol de les Açores de 1980 també va causar danys materials.
Per l'emigració als Estats Units Devido en les dècades de 1950, 1960 i 1970, i la migració interna dins l'illa s'entrà en un procés de recessió demogràfica que en l'actualitat condiciona socioeconòmicament la sostenibilitat de l'illa.
Aquesta illa va ser declarada per la UNESCO el setembre de 2007 Reserva de la Biosfera, ja que té una flora macaronèsica. També es va crear el Parc Natural de l'illa Graciosa